# Скуоле (Виченца)
Скуоле је насеље у Италији у округу Виченца, региону Венето.
Према процени из 2011. у насељу је живело 298 становника. Насеље се налази на надморској висини од 23 м.